# Albert Sammons
Albert Sammons (Fulham, 23 febbraio 1886 – Middleton-on-Sea, 24 agosto 1957) è stato un violinista, compositore e insegnante inglese.
Aveva un ampio repertorio come musicista da camera e solista, anche se la sua reputazione si basa principalmente sulla sua associazione con i compositori britannici.

## Biografia
Albert Sammons è nato a Fulham; iniziò gli studi del violino con suo padre intorno all’età di sette anni e poi con J. Saunders, e F. Weist-Hill. In seguito ricevette alcune lezioni dal violinista spagnolo Alfredo Fernandez. A parte queste lezioni, Sammons fu autodidatta.
Sammons fu co-direttore della Beecham Orchestra e della London Philharmonic orchestra.
Nel 1906 suonò il Concerto di Mendelssohn nella sua prima esecuzione concertistica al Kursaal Concert Hall di Harrogate.
Sammons nel 1910 fondò il London String Quartet con Thomas Petre (secondo violino), Warwick Evans (violoncello) e H. Waldo Warner (viola)  che si sciolse nel 1917. 
Nel 1921 Sammons, William Murdoch (pianoforte), Lionel Tertis (viola) e Lauri Kennedy (violoncello), fondarono “The Chamber Music Players”. 
Sammons rimase legato al Concerto di Edward Elgar, suonandolo per più di cento volte sino al 1946. Realizzò la prima registrazione completa del Concerto nel 1929 con la New Queen's Hall Orchestra diretta da Sir Henry Wood. Nel maggio del 1915 un incontro casuale a Londra con Frederick Delius portò direttamente alla composizione del Concerto per violino.
Sammons diede la prima esecuzione britannica della Sonata di Claude Debussy nel 1916. Dopo la fine della prima guerra mondiale, Sammons abbandonò il quartetto d'archi e la musica orchestrale per concentrarsi su repertorio solistico e recital di musica da camera in Gran Bretagna e Irlanda. Ha fatto una serie di registrazioni nel corso di 40 anni, molte delle quali sono state ristampate su CD.
Negli ultimi anni Sammons diradò l’attività concertistica per dedicarsi esclusivamente all’insegnamento. Aveva già insegnato al Midland Institute di Birmingham dagli anni Venti, ma dal 1939 insegnò privatamente e al Royal College of Music di Londra. 
L'insorgenza del morbo di Parkinson lo portò a ritirarsi nel 1948. Morì a Middleton-on-Sea nel 1957, all'età di 71 anni.

## Scritti
- The Secret of technique in Violin Playing, London, 1916
- Violin Exercises for Improving the Bowing Technique by means of the Tone perfecter, London, 1930